# 4 ديسمبر
- السبت
- الأحد
- الاثنين
- الثلاثاء
- الأربعاء
- الخميس
- الجمعة

- 298 جمادى الآخرة 1447  هـ
- 309 جمادى الآخرة 1447  هـ
- 110 جمادى الآخرة 1447  هـ
- 211 جمادى الآخرة 1447  هـ
- 312 جمادى الآخرة 1447  هـ
- 413 جمادى الآخرة 1447  هـ
- 514 جمادى الآخرة 1447  هـ
- 615 جمادى الآخرة 1447  هـ
- 716 جمادى الآخرة 1447  هـ
- 817 جمادى الآخرة 1447  هـ
- 918 جمادى الآخرة 1447  هـ
- 1019 جمادى الآخرة 1447  هـ
- 1120 جمادى الآخرة 1447  هـ
- 1221 جمادى الآخرة 1447  هـ
- 1322 جمادى الآخرة 1447  هـ
- 1423 جمادى الآخرة 1447  هـ
- 1524 جمادى الآخرة 1447  هـ
- 1625 جمادى الآخرة 1447  هـ
- 1726 جمادى الآخرة 1447  هـ
- 1827 جمادى الآخرة 1447  هـ
- 1928 جمادى الآخرة 1447  هـ
- 2029 جمادى الآخرة 1447  هـ
- 211 رجب 1447  هـ
- 222 رجب 1447  هـ
- 233 رجب 1447  هـ
- 244 رجب 1447  هـ
- 255 رجب 1447  هـ
- 266 رجب 1447  هـ
- 277 رجب 1447  هـ
- 288 رجب 1447  هـ
- 299 رجب 1447  هـ
- 3010 رجب 1447  هـ
- 3111 رجب 1447  هـ
- 112 رجب 1447  هـ
- 213 رجب 1447  هـ

4 ديسمبر أو 4 كانون الأوَّل أو يوم 4 \ 12 (اليوم الرابع من الشهر الثاني عشر) هو اليوم الثامن والثلاثين بعد الثلاثمائة (338) من السنة، أو الثامن والثلاثين بعد الثلاثمائة (338) في السنوات الكبيسة، وفقًا للتقويم الميلادي الغربي (الغريغوري). يبقى بعده 27 يومًا على انتهاء السنة.

## أحداث
- 1110 - الحملة الصليبية الأولى تحتل مدينة صيدا.
- 1858 - الإنجليز يخلعون «بابر شاه الثاني» آخر حكام «بني تيمور» في الهند عن عرشه وينفونه خارج البلاد.
- 1872 - العثور على السفينة الأمريكية ماري سليست بدون طاقمها من قِبل السفينة الكندية "دي جراشا"، كان قد تم التخلي عن السفينة قبل تسع أيام لكنها كانت فقط متضررة ضررًا بسيطًا.
- 1918 - الرئيس الأمريكي وودرو ويلسون يبحر إلى أوروبا لبدء محادثات السلام في مدينة فرساي بشأن الحرب العالمية الأولى.
- 1952 - الجمعية العامة للأمم المتحدة تنظر في علاقة تونس بفرنسا.
- 1954 - محكمة الثورة بمصر تحكم على ستة من قيادات الإخوان المسلمين بالإعدام، وعلى سبعة آخرين بالسجن المؤبد وذلك بتهمه محاولة اغتيال الرئيس جمال عبد الناصر فيما عرف باسم حادثة المنشية.
- 1977 - مظاهرات في منطقة الأندلس تطالب بحكم ذاتي موسع، أسفرت عن مقتل مانويل خوسيه غارثيا كاباروس.
- 1982 - جمهورية الصين الشعبية تتبنى دستورها الجديد.
- 1983 - الولايات المتحدة تقصف المواقع السورية في لبنان.
- 1985 - استقالة مستشار الأمن القومي الأمريكي «روبرت ماكفرلين» وذلك في أعقاب خطف المقاتلات الأمريكية لطائرة ركاب مصرية كانت تقل فلسطينيين في طريقهم إلى تونس.
- 1990 -
  - الاتحاد السوفيتي يسمح أول مرة بالملكية الخاصة.
  - زعيم المتمردين في تشاد إدريس ديبي يعلن نفسه رئيسًا مؤقتًا بعد إقالة الرئيس حسين حبري.
- 1991 - تحرير آخر رهينة أمريكي في لبنان تيري أندرسون بعد ست سنوات ونصف من خطفه بواسطة حزب الله.
- 2011 - إهباط القوات العسکرية الإيرانية طائرة RQ-170 الأمريكية التي اخترقت حدود إيران الشرقية وكانت في مهمة لجهاز الاستخبارات الاميركية.
- 2014 - مجلس النواب التونسي ينتخب محمد الناصر رئيسًا للمجلس، وعبد الفتاح مورو نائبًا أول لرئيس المجلس.
- 2017 - مقتل الرئيس اليمني السابق علي عبد الله صالح على يد مقاتلين من الحوثيين؛ أثناء فترة المعركة التي قامت في صنعاء.
- 2021 -
  - مقتل 15 وإصابة العشرات في مواجهات عنيفة بين وحدة لمكافحة الشغب تابعة للجيش الهندي ومدنيين في ناجالاند.
  - ثوران بركان سيمرو في جزيرة جاوة في إندونيسيا مسببًا مقتل أكثر من 34 شخصًا وإصابة 169 آخرين.

## مواليد
- 1590-السلطانة كوسم، نائبة السلطنة و زوجة السلطان أحمد الأول اليونان
- 1795 - توماس كارليل، كاتب ومؤخ اسكتلندي.
- 1889 - عبد الحميد بن باديس، مؤسس جمعية العلماء المسلمين الجزائريين.
- 1892 - فرانثيسكو فرانكو، ديكتاتور إسبانيا.
- 1949 - جيف بريدجز، ممثل أمريكي.
- 1953 - جين ماري بفاف، حارس مرمى كرة قدم بلجيكي.
- 1959 - باول مكغراث، لاعب كرة قدم أيرلندي.
- 1961 - خالد سامي، ممثل سعودي.
- 1967 - غويليرمو أمور، لاعب كرة قدم إسباني.
- 1971 - طحنون بن زايد آل نهيان، سياسي إماراتي.
- 1981 - عبد الرحمن الموسى، لاعب كرة قدم كويتي.
- 1982 - والدو بونس، لاعب كرة قدم من تشيلي.
- 1992 - جين، مغني في فرقة بانقتان.
- 1999 - كيم دو يون، مغنية وممثلة كورية جنوبية.

## وفيات
- 749 - يوحنا الدمشقي، قديس مسيحي.
- 765 - الإمام جعفر الصادق، الإمام السادس للشيعة الاثنا عشرية.
- 1131 - عمر الخيام، فيلسوف وعالم فلك ورياضيات فارسي.
- 1642 - الكاردينال ريشيليو، رجل دين وسياسي فرنسي.
- 1679 - توماس هوبز، فيلسوف إنجليزي.
- 1696 - الإمبراطورة ميشو، إمبراطورة اليابان.
- 1798 - لويجي جالفاني، طبيب وعالم تشريح إيطالي.
- 1828 - روبرت جنكنسون، رئيس وزراء المملكة المتحدة.
- 1894 - نقولا النقاش، قانوني وصحفي وشاعر عثماني لبناني.
- 1935 - شارل ريشه، عالم فيزيولوجيا فرنسي حاصل على جائزة نوبل في الطب عام 1913.
- 1945 - توماس مورغان، طبيب أمريكي حاصل على جائزة نوبل في الطب عام 1933.
- 1993 - فرانك زابا، مغني أمريكي.
- 2005 - ألفريد فرج، كاتب مسرحي مصري.
- 2006 -
- عبد الكريم حسين سعود، شاعر وكاتب سوري.
- 2011 -
  - سقراط، لاعب كرة قدم برازيلي.
  - عبد الحق أبو الخباب أحد مؤسسي الجماعة السلفية للدعوة والقتال بالجزائر.
- 2012 - طلحت حمدي، ممثل ومخرج سوري.
- 2015 - يوسي سريد، سياسي إسرائيلي.
- 2017 - علي عبد الله صالح، رئيس اليمن الشمالي السادس ثم رئيس الجمهورية اليمنية الأول.

## أعياد ومناسبات
- ذكرى القديس يوحنا الدمشقي.
- يوم التعدين في بولندا.
- يوم البحرية في الهند.
- عيد البربارة بحسب التقويم المسيحي الغربي.

## وصلات خارجية
- وكالة الأنباء القطريَّة: حدث في مثل هذا اليوم.
- حدث في مثل هذا اليوم: أرشيف مصر.
- BBC: حدث في مثل هذا اليوم.